# Melpers
Melpers är en ortsteil i staden Kaltennordheim i Landkreis Schmalkalden-Meiningen i förbundslandet Thüringen i Tyskland. Melpers var en kommun fram till 1 januari 2019 när den uppgick i Kaltennordheim. Kommunen Melpers hade 90 invånare 2018.